# Masakra w Paracuellos
Masakra w Paracuellos (hiszp. Matanzas de Paracuellos) – seria masowych morderstw na cywilach i wojskowych dokonanych przez żołnierzy republikańskich w czasie hiszpańskiej wojny domowej, która miała miejsce przed i podczas oblężenia Madrytu na wczesnych etapach konfliktu. Liczba ofiar śmiertelnych pozostaje przedmiotem debaty publicznej i licznych kontrowersji.

## Tło sytuacyjne
Około 5000 więźniów politycznych i żołnierzy armii hiszpańskiej, którzy poparli bunt generała Francisco Franco, zostało uwięzionych przez władze republikańskie w Madrycie na początku wojny, w lipcu 1936 roku. Wielu z nich zostało schwytanych podczas nieudanego powstania w koszarach Montaña w zachodniej części stolicy. Więźniowie znaleźli się pod kontrolą nowo utworzonej Junta de Defensa de Madrid (Komitetu Obrony Madrytu), nadzwyczajnego organu, który zarządzał miastem od 7 listopada, po tym, jak rząd republikański, kierowany przez Francisco Largo Caballero, ewakuował się z Madrytu do tymczasowej stolicy, Walencji.
Wielu więźniów zostało wyprowadzonych z więzienia w tak zwanych sacas (ekstrakcjach), w sumie 33, między 7 listopada a 4 grudnia, gdy siły frankistów rozpoczęły atak na Madryt. Republikanie obawiali się obecności tak wielu potencjalnie wrogo nastawionych więźniów na tyłach frontu podczas bitwy. Ekstrakcje zostały zlecone na piśmie przez władze republikańskie w Madrycie, w tym w licznych dokumentach podpisanych przez Segundo Serrano Poncela, zastępcę ministra ds. porządku publicznego, pracującego bezpośrednio pod nadzorem młodego komunistycznego polityka Santiago Carrillo.
Według historyka Javiera Cervera sacas, które przeprowadzono w celu przeniesienia więźniów w inne miejsca, nie zakończyły się egzekucjami, a więźniowie zostali przeniesieni dalej od linii frontu, do Alcalá de Henares . Jednak w Paracuellos doszło do masakry. Według brytyjskiego historyka Antony'ego Beevora rozkaz zabicia więźniów najprawdopodobniej wyszedł od hiszpańskiego komunisty José Cazorli Maurego lub, bardziej pośrednio, od sowieckiego doradcy Michaiła Kolcowa.

## Masowe rozstrzeliwania
Większość więźniów, którym powiedziano, że zostaną uwolnieni, wywieziono ciężarówkami na pola pod Paracuellos de Jarama i Torrejón de Ardoz, gdzie zostali rozstrzelani i pochowani w masowych grobach. Pierwsze rozstrzeliwania miały miejsce przed świtem 7 listopada i trwały do 10 listopada, kiedy zostały tymczasowo wstrzymane po tym, jak anarchista Melchor Rodríguez García, który sprzeciwiał się egzekucjom, został szefem madryckiego systemu więziennego.
Egzekucje wznowiono jednak 14 listopada, kiedy Rodríguez zrezygnował ze stanowiska i nie ustały, dopóki nie objął on stanowiska ponownie na początku grudnia.
Od pierwszych dni rozchodziły się wieści o egzekucjach, które były potępiane przez zagranicznych dyplomatów przebywających w Madrycie, w tym konsula Norwegii i ambasadora Niemiec Felixa Schlayera, który rozmawiał o sprawie z Carrillo  .

## Próba zabójstwa Georgesa Henny'ego
8 grudnia samolot wiozący dr Georgesa Henny'ego, wysłannika Międzynarodowego Czerwonego Krzyża, w drodze powrotnej do Francji, został zestrzelony nad Pastraną, na północny wschód od Madrytu. Henny miał przy sobie raport z masakry i planował przedstawić go na spotkaniu Ligi Narodów w Genewie. Władze republikańskie oskarżyły o atak lotnictwo frankistowskie, ale 21 grudnia ujawniono, że samolot został zestrzelony przez samoloty sowieckie pilotowane przez sowieckich pilotów.
Henny spędził cztery miesiące w szpitalu i nie był w stanie dostarczyć swojego raportu. Louis Delaprée, francuski dziennikarz, który leciał tym samym samolotem i zmarł kilka tygodni później z powodu odniesionych obrażeń, obwinił za ten incydent generała Aleksandra Orłowa, rezydenta NKWD w Hiszpanii.

## Ofiary
Większość zabitych w masakrze Paracuellos to cywile, żołnierze lub księża katoliccy.
Wśród ofiar znaleźli się m.in. Federico Salmón, były konserwatywny minister pracy w 1935 roku, znany polityk Jesús Cánovas del Castillo oraz piłkarz Atlético Madryt i Realu Madryt, Monchin Triana; słynny pisarz i monarchista Pedro Muñoz Seca, czy emerytowany admirał Mateo García de los Reyes; stracono także adwokata Ricardo de la Cierva y Codorníu, ojca historyka Ricardo de la Cierva y Hocesa. Inną głośną ofiarą zabitą w masakrze był 18. książę Peñaranda, bogaty hiszpański szlachcic.
Liczba zabitych w Paracuellos wciąż budzi kontrowersje. W 1977 roku prawicowe czasopismo „El Alcazar” podało liczbę 12 000 ofiar, a listę nazwisk opublikował César Vidal Manzanares w „Matanzas en el Madrid Republicano”, ale wielu ciał wymienionych tam osób nigdy nie odnaleziono.
Względna zgoda panuje co do minimalnej liczby ofiar: jest to 1000 zabitych wspominanych przez Gabriela Jacksona w 1967 roku i Paula Prestona w 2006 roku, ale jest to znacznie mniej niż szacunki większości współczesnych historyków. Jackson wspomina o około 1000 zmordowanych tylko w dniach 6 i 7 listopada.
Inni historycy umieścili szacunkową liczbę ofiar w przedziale od 2000 do 3000. Hugh Thomas ustalił ją na 2000, Beevor na co najmniej 2000; Ledesma na 2200-2500; Julián Casanova na 2700, a Javier Cervera mówi o ponad 2000.
Wiele ofiar zostało pochowanych w Cementerio de Los Mártires de Paracuellos (40°30′41,8″N 3°32′49,2″W/40,511600 -3,547000).